# Cine negro

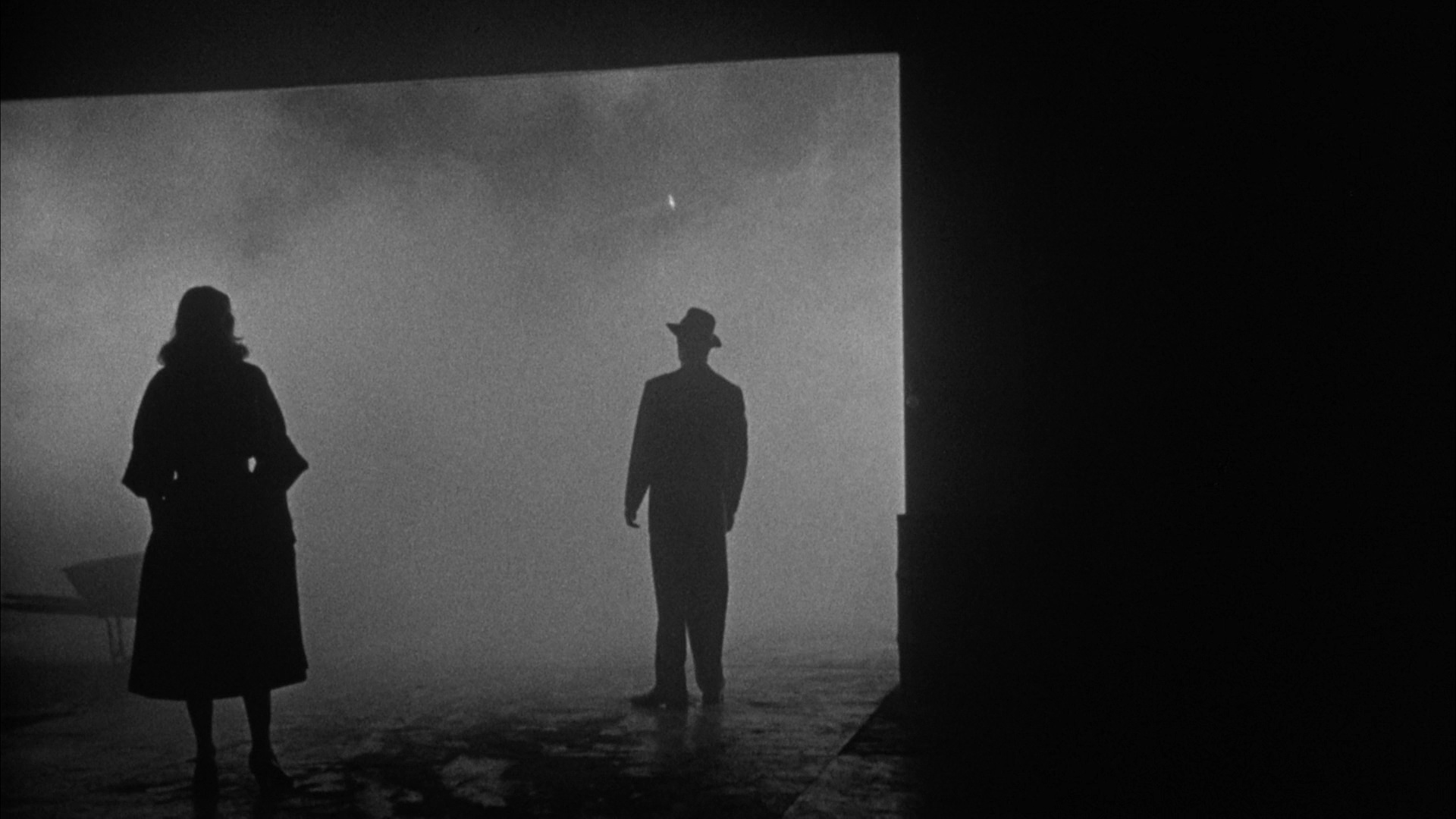
Dos siluetas en la oscuridad, parte de un fotograma de la película The Big Combo (1955). El director de fotografía era John Alton, el creador de muchas de las imágenes más representativas del cine negro.

El cine negro es un género cinematográfico que se desarrolló en Estados Unidos entre las décadas de 1930 y 1950, y alcanzó su pleno apogeo entre 1940 y 1958. En el lenguaje cinematográfico la expresión "cine negro" se usa principalmente para describir elegantes películas de crimen de Hollywood, en particular aquellas que hacen énfasis en actitudes y motivaciones cínicas. Las décadas de 1940 y 1950 suelen considerarse el «período clásico» del cine negro estadounidense. El cine negro de esta época se asocia con un estilo visual en blanco y negro de bajo perfil que tiene sus raíces en algunos ejemplos del cine de terror y del cine mudo estadounidense de una etapa anterior y en la cinematografía europea, sobre todo en el realismo poético francés y en el cine expresionista alemán. A nivel literario muchas de las historias prototípicas y gran parte de la ambientación del cine negro derivan de la escuela de ficción policíaca hardboiled que surgió en Estados Unidos durante la Gran Depresión.
La denominación de «cine negro» proviene del francés film noir, expresión acuñada por primera vez por el crítico Nino Frank, italiano de padres suizos que realizó su carrera profesional en Francia, pero esta denominación no fue reconocida por la mayoría de profesionales de la industria cinematográfica estadounidense de esa era. Se cree que Frank se inspiró en el sello editorial francés Série noire, fundado en 1945.
Es de destacar que esta denominación no era conocida ni utilizada antes de la década de 1970, y que en el mundo de Hollywood muchas de estas películas eran denominadas simplemente «melodramas» o «thrillers» policíacos. 
Su diferenciación de otros géneros, como el cine de gánsteres o el cine social, es solo parcial. Por lo general, las películas de cine negro giran en torno a hechos delictivos y criminales. Su construcción formal está cerca del expresionismo alemán. Se emplea una iluminación tenebrosa, fundamentalmente en claroscuro, y se juega con el uso de sombras para exaltar la psicología de los personajes. Este tipo de efectos son especialmente impactantes en blanco y negro. Al mismo tiempo, la personalidad de los personajes y sus motivaciones son difíciles de establecer (como es el caso de los detectives privados, frecuentes protagonistas del género). Las fronteras entre lo bueno y lo malo a menudo se difuminan y el héroe acostumbra a ser un antihéroe amenazado por un pasado con ribetes oscuros.
El cine negro también nos presenta una sociedad violenta, cínica y corrupta que amenaza no solo al héroe/protagonista sino también a otros personajes. Los finales suelen ser agridulces cuando no representan directamente el fracaso o la derrota del protagonista. Otro aspecto característico del cine negro es la presencia de la mujer fatal (femme fatale), que puede conducir a sus víctimas al peligro o a la destrucción. En muchos casos, las novelas de Dashiell Hammett y Raymond Chandler, con sus detectives Sam Spade y Philip Marlowe, respectivamente, son fuentes habituales para los guiones de este género.
Si bien el cine negro se asoció originariamente con producciones estadounidenses, el término se ha utilizado más adelante para describir películas con contenidos coincidentes de todo el mundo. Muchas películas estrenadas a partir de la década de 1960 comparten atributos con el cine negro del periodo clásico, y a menudo tratan sus convenciones de forma autorreferencial. Algunos lo denominan neo-noir (ver al final del artículo), pero hay muchas otras obras que escapan a una clasificación rigurosa o que pueden estar dentro de varias categorías al mismo tiempo. Asimismo, los clichés del cine negro han inspirado la aparición de algunas parodias desde mediados de los años cuarenta.

## Definición
Las cuestiones respecto a qué es lo que define al cine negro o a qué tipo de categoría corresponde son motivo de constante debate. «Estaríamos simplificando demasiado las cosas si llamáramos al cine negro onírico, extraño, erótico, ambivalente y cruel...»—este conjunto de atributos constituye el primero de los muchos intentos de definir el cine negro realizados por los críticos franceses Raymond Borde y Étienne Chaumeton en su libro de 1955 Panorama du film noir américain 1941-1953 (Panorama del cine negro estadounidense). Enfatizan que no todas las películas de cine negro encarnan los cinco atributos por igual: una puede ser más onírica, otra, especialmente brutal.Desde entonces ha habido innumerables intentos de definición, pero, en palabras del historiador del cine Mark Bould, el cine negro sigue siendo un «fenómeno escurridizo... siempre fuera de nuestro alcance».
Aunque el cine negro se identifica a menudo con un estilo visual que hace hincapié en la iluminación baja y encuadres desequibrados como el plano holandés, existe una gran variedad de aproximaciones visuales, incluidas algunas que encajan cómodamente en la corriente dominante de Hollywood. Del mismo modo, el cine negro abarca una gran variedad de otro tipo de géneros, como las películas de gánsteres, el romance gótico o la película social, que eran identificados como simples melodramas en los años 40 y 50.
| Siempre es de noche. El héroe se adentra en un laberinto en su búsqueda. Está solo y desequilibrado. Puede estar desesperado, huyendo, o ser fríamente calculador, imaginando que es el perseguidor y no el perseguido. Una mujer se une a él en un momento crítico, cuando es más vulnerable. [Su eventual traición a él (o a sí misma) es tan ambigua como sus sentimientos hacia él.—Somewhere in the Night (1997) |

Algunos estudiosos, como  Thomas Schatz, lo tratan no como un género sino como un «estilo». Alain Silver se refiere al cine negro como un «ciclo» y un «fenómeno», aunque sostiene que tiene—como ciertos géneros—un conjunto coherente de códigos visuales y temáticos.
Sin embargo Foster Hirsch señala que existen «convenciones de estructura narrativa, caracterización, tema y diseño visual» suficientes para considerarlo como un género en sí mismo.
Características propias de las películas del género negro:
1. Relacionadas con el crimen. Investigación sobre una muerte o las causas de esta.
2. Se desarrollan en un entorno urbano. También en ambientes relacionados con la noche y el crimen.
3. El personaje principal suele ser un detective o un policía implicado en una investigación. También puede ser un delincuente o una persona normal.
4. Película en B/N. Las películas del período clásico son en blanco y negro. La iluminación es tenebrista y de fuertes contrastes lumínicos. Las más modernas son ya en color.
5. La mujer como elemento distorsionador o como femme fatale. Suele aparecer como víctima o como inductora de un crimen. Hace variar la conducta del protagonista masculino.
6. Juego de perdedores. El o la protagonista, buenos o malos, casi siempre están en una situación precaria, se ven arrastrados a una acción o son acusados falsamente de un crimen.
7. Flash-back. Durante las primeras décadas se utiliza de manera muy reiterada el retorno al pasado como forma de explicar las acciones presentes. Los diálogos suelen ser espesos, las explicaciones prolijas y los protagonistas emiten frases contundentes o memorables.

### La ficción literaria
La fuente primaria para los argumentos de los clásicos del cine negro fueron los thrillers estadounidenses de detectives y crímenes, que se popularizaron en revistas como Black Mask y que se vio liderada por escritores como Dashiell Hammett y James M. Cain. Muchos de los clásicos del cine negro, como El halcón maltés (1941) y La llave de cristal (1942) estaban basados en novelas de Hammett, y las obras de Cain sirvieron a su vez como base para Perdición (Double Indemnity, 1944), Alma en suplicio (Mildred Pierce, 1945), El cartero siempre llama dos veces (1946), y Ligeramente escarlata (Slightly Scarlet, 1956; adaptada de la novela Love's Lovely Counterfeit). También una década antes de comenzar la época clásica del cine negro, una de las historias de Hammett vio la luz en el melodrama Las calles de la ciudad (City Streets, 1931), dirigido por Rouben Mamoulian.
El escritor Raymond Chandler, que debutó como novelista con El sueño eterno en 1939 (cuya trama fue llevada a la pantalla en 1946) rápidamente se convirtió en el autor más popular de novela negra, y muchas de sus obras fueron llevadas a la pantalla, como Historia de un detective (Murder, My Sweet, 1944; adaptada de la novela Farewell, My Lovely), El sueño eterno (1946), y La dama del lago (1947). Chandler fue también uno de los más importantes guionistas del género, trabajando en los guiones de películas como Perdición (1944), La dalia azul (1946), y Pacto siniestro (Extraños en un tren) (1951).
Otro importante autor de novela negra que sirvió como fuente para muchas películas del género negro fue W. R. Burnett, cuya primera novela Little Caesar, fue llevada al cine convirtiéndose en un éxito por la Warner Bros. en 1931. Al año siguiente, Burnett fue contratado para escribir el guion de Scarface (1932), mientras una de sus historias servía como base para El monstruo de la ciudad (Beast of the City, 1932). Ya durante la época dorada del cine negro, siete de sus novelas fueron llevadas al cine, entre ellas las más conocidas son High Sierra (1941), This Gun for Hire (1942), y La jungla de asfalto (1950).

## Orígenes
A diferencia de otros géneros cinematográficos como el cine de terror, el thriller o el wéstern, el término cine negro fue desarrollado por periodistas cinematográficos y resume retrospectivamente un grupo de películas percibidas anteriormente en un contexto más bien laxo.
El término Film Noir (como se conoce el cine negro en los países anglosajones) se utilizó por primera vez en un artículo del crítico de cine francés Nino Frank, publicado en agosto de 1946, que trataba de una serie de películas de Hollywood de principios de los años 40 que sólo habían llegado a los cines franceses tras el final de la Segunda Guerra Mundial debido a la prohibición de las importaciones. Estas películas estaban marcadas por la prohibición, la Gran Depresión y la Segunda Guerra Mundial, y solo entraron al mercado europeo después de que esta terminara.
Las influencias más claras vienen del Expresionismo alemán de la época del cine mudo y del realismo poético francés de los años 30, con su actitud romántica y fatalista y sus héroes condenados al fracaso.
Pese a ello hay una corriente anterior en el cine estadounidense que tiene un peso significativo y que es plenamente original: el cine de gánsteres, con películas del cine mudo, como La ley del hampa (Underworld, 1927), de Josef von Sternberg, o La horda ('The Racket, 1928), de Lewis Milestone, que prefiguran el género negro. El cine de gánsteres sigue desarrollándose en la época del sonoro y tiene un período de máximo desarrollo entre 1929 y 1934, período en el que se calcula que unas 250 películas abordaron el tema. De ellas, tres pueden considerarse obras destacadas: El pequeño César / Hampa dorada (Little Caesar, 1931), de Mervyn LeRoy; El enemigo público (The Public Enemy, 1931), de William A. Wellman; y Scarface, el terror del hampa (Scarface, 1932), de Howard Hawks.
A ello hay que sumar el cine de terror, que ya está plenamente desarrollado en la década de los 30, con películas como  Drácula (1931), o La momia (1932) (ambas con la colaboración o la autoría de Karl Freund). También El hombre invisible (1933), dirigida por James Whale o The Black Cat (1934), dirigida por el austriaco Edgar G. Ulmer.muestran muchas de las características del género.
La estética que introducen directores como  Josef von Sternberg, con El expreso de Shanghai (1932) y El Diablo era mujer (1935) o Michael Curtiz con 20.000 años en Sing Sing (1932) y Los crímenes del museo (1933) son también claves para entender las características del género.
A este primer período del cine negro pertenecen películas tan significativas como Llamémoslo un asesinato (1934) de Chester Erskine, Furia (1936) o Sólo se vive una vez (1937), de Fritz Lang. En cuanto a la figura de este último cabe decir que tal vez su influencia haya sido sobrevalorada por algunos historiadores del cine, puesto que en muchas ocasiones tuvo problemas para llevar a cabo sus producciones y sus películas no eran fácilmente aceptadas por los directivos de Hollywood, lo que le llevó finalmente a abandonar los EE. UU. e intentarlo de nuevo en Europa una vez finalizada la Segunda Guerra Mundial. Los directores Michael Curtiz y Archie Mayo tienen ya por esta época una poderosa impronta visual y sus películas responden maravillosamente a las características del género.

### Listado de películas del período inicial (1932-1939)
| Año  | Película                 | Director        |
| ---- | ------------------------ | --------------- |
| 1932 | 20.000 años en Sing Sing | Michael Curtiz  |
| 1933 | Los crímenes del museo   | Michael Curtiz  |
| 1934 | Llamémoslo un asesinato  | Chester Erskine |
| 1936 | El bosque petrificado    | Archie Mayo     |
| 1936 | Furia                    | Fritz Lang      |
| 1937 | Sólo se vive una vez     | Fritz Lang      |
| 1937 | La legión negra          | Archie Mayo     |

## El periodo clásico
El periodo clásico del cine negro en Estados Unidos abarca los años 40 y 50. Se suele citar El desconocido del tercer piso (1940) como el primer verdadero film noir de esta etapa.
Al período clásico pertenecen las películas El halcón maltés (1941), Double Indemnity (1944), Laura (1944) y Murder, My Sweet (1944). En estas cuatro producciones, Frank creyó descubrir un nuevo estilo «más oscuro» de cine policíaco que fundamentalmente prestaba más atención a la caracterización de los personajes que a la trama. Frank probablemente creó la expresión «cine negro» en alusión al título de la serie de libros «Série noire», publicada por Gallimard en París, en la que desde 1945 se publicaban traducciones de novelas policíacas estadounidenses. Sin embargo, hasta finales de los años sesenta, el uso del término se limitó esencialmente a Francia. En los Estados Unidos, las películas en cuestión se denominaban hasta entonces melodrama psicológico o thriller psicológico.
Un caso especial es el de Alfred Hitchcock. Ya en período inglés había destacado por sus películas de suspense: Murder! (1930), o El hombre que sabía demasiado (1934). Habitualmente sus películas son consideradas como Thriller psicológico o suspense, pero sus características y su contenido son en muchas ocasiones coincidentes con el cine negro. Su primera película en EE.UU., Rebeca (1940), posee muchas de estas características, pero como no existe consenso sobre la materia hemos decidido citar solo algunas, las que poseen mayores coincidencias, lo que no excluye que muchas otras, como Sospecha (1941), La sombra de una duda (1943), Recuerda (1945) o Encadenados (1946) pudieran ser consideradas de género negro, además de las que ya aparecen incluidas en las listas.
Existe contoversia también sobre si Casablanca, la mítica película de Michael Curtiz, pertenece o no al género negro. Su tratamiento hace que su denominación genérica sea de drama romántico en ambiente exótico, que también era muy común en aquella época.
Sombras del mal (1958), de Orson Welles suele, por su parte, citarse como la última de las películas del periodo clásico. Sin embargo, existe discrepancia en este aspecto, pues mientras que algunos críticos sostienen que el cine negro es una corriente anclada en un momento y un lugar determinado de la historia y de la producción cinematográfica (el Hollywood de los años 40-50), otros creen que el cine negro no ha cesado, sino que ha ido adaptando su estilo visual y narrativo para confluir con los nuevos tiempos y las nuevas técnicas cinematográficas. La mayoría de los críticos, sin embargo, sostienen que las películas realizadas fuera de los límites temporales del cine negro clásico no pueden clasificarse genuinamente como noir sino como claras alusiones a este género.

### Listado de películas del período clásico (1940-1958)
A continuación una lista de las películas que suelen considerarse dentro del cine negro en su época clásica
| Año  | Película | Director              |
| ---- | --- | --------------------- |
| 1940 | The Letter / La carta | William Wyler         |
| 1940 | Stranger on the Third Floor / El desconocido del tercer piso                                                                | Boris Ingster         |
| 1941 | The Maltese Falcon / El halcón maltés                                                                                       | John Huston           |
| 1941 | The Shanghai Gesture / El embrujo de Shanghai                                                                               | Josef von Sternberg   |
| 1942 | This gun for hire / Un alma torturada (Méx.) / Contratado para matar (Esp.)                                                 | Frank Tuttle          |
| 1942 | The glass key / El hombre que supo perder (Méx.) / La llave de cristal (Esp.)                                               | Stuart Heisler        |
| 1943 | The Fallen Sparrow / Perseguido                                                                                             | Richard Wallace       |
| 1944 | Double Indemnity / Pacto de sangre (Arg.) / Perdición (Esp.)                                                                | Billy Wilder          |
| 1944 | Laura | Otto Preminger        |
| 1944 | The woman in the window / La mujer del cuadro                                                                               | Fritz Lang            |
| 1944 | To Have and Have Not / Tener y no tener                                                                                     | Howard Hawks          |
| 1944 | Murder, my sweet / El enigma del collar (Méx.) / Historia de un detective (Esp.)                                            | Edward Dmytryk        |
| 1945 | Mildred Pierce / El suplicio de una madre (Méx.) / Alma en suplicio (Esp.)                                                  | Michael Curtiz        |
| 1945 | Scarlet Street / Mala mujer (Méx.) / Perversidad (Esp.)                                                                     | Fritz Lang            |
| 1945 | Detour / Desvío | Edgar G. Ulmer        |
| 1945 | Leave her to heaven / Que el cielo la juzgue                                                                                | John M. Stahl         |
| 1946 | Gilda | Charles Vidor         |
| 1946 | The Killers / Los asesinos (Méx.) / Forajidos (Esp.)                                                                        | Robert Siodmak        |
| 1946 | The postman always rings twice / El cartero siempre llama dos veces                                                         | Tay Garnett           |
| 1946 | The Big Sleep / El gran sueño (Méx.) / Al borde del abismo (Arg.) / El sueño eterno (Esp.)                                  | Howard Hawks          |
| 1946 | The blue Dahlia / La dalia azul                                                                                             | George Marshall       |
| 1946 | The dark corner / Envuelto en la noche (Méx.) / Envuelto en la sombra (Esp.)                                                | Henry Hathaway        |
| 1946 | Undercurrent / Trágico secreto (Méx.) / Corrientes ocultas (Esp.)                                                           | Vincente Minnelli     |
| 1947 | The lady from Shanghai / La dama de Shanghái                                                                                | Orson Welles          |
| 1947 | 'Dead Reckoning' | John Cromwell         |
| 1947 | Out of the past / Traidora y mortal (Méx.) / Retorno al pasado (Esp.)                                                       | Jacques Tourneur      |
| 1947 | Lady in the lake / La dama del lago                                                                                         | Robert Montgomery     |
| 1947 | Kiss of death / El beso de la muerte                                                                                        | Henry Hathaway        |
| 1947 | Dark passage / La senda tenebrosa                                                                                           | Delmer Daves          |
| 1947 | El proceso Paradine | Alfred HItchcock      |
| 1947 | Nightmare alley / El callejón de las almas perdidas                                                                         | Edmund Goulding       |
| 1948 | Key Largo / Huracán de pasiones (Méx.) / Cayo Largo (Esp.)                                                                  | John Huston           |
| 1948 | Force of evil / La fuerza del mal (Méx.) / La fuerza del destino (Esp.)                                                     | Abraham Polonsky      |
| 1948 | Sorry, Wrong Number /Voces de muerte (Esp.) / Perdón, número equivocado (Arg.)                                              | Anatole Litvak        |
| 1949 | The third man / El tercer hombre                                                                                            | Carol Reed            |
| 1949 | White heat / Alma negra (Méx.) / Al rojo vivo (Esp.)                                                                        | Raoul Walsh           |
| 1949 | Criss Cross / Sin ley y sin alma (Méx.) / El abrazo de la muerte (Esp.)                                                     | Robert Siodmak        |
| 1949 | They live by night / Sendas torcidas (Méx.) / Los amantes de la noche (Esp.)                                                | Nicholas Ray          |
| 1949 | The bribe / Soborno | Robert Z. Leonard     |
| 1950 | Sunset Blvd. / El ocaso de una vida (Méx.) / El crepúsculo de los dioses (Esp.) / El ocaso de una estrella (Arg.)           | Billy Wilder          |
| 1950 | The asphalt jungle / Mientras la ciudad duerme (Méx.) / La jungla de asfalto (Esp.)                                         | John Huston           |
| 1950 | In a Lonely Place / La muerte en un beso/" En un lugar solitario"(Esp)                                                      | Nicholas Ray          |
| 1950 | Night and the city / Siniestra obsesión (Méx.) / Noche en la ciudad (Esp.)                                                  | Jules Dassin          |
| 1950 | Deadly Is the Female / Gun crazy / El demonio de las armas                                                                  | Joseph H. Lewis       |
| 1950 | House by the River / Aguas que regresan (Méx.) / La casa del río (Esp.) / El fantasma de Río (Chile) / La casa junto al río | Fritz Lang            |
| 1950 | Where the sidewalk ends / Cuando termina el camino (Méx.) / Al borde del peligro (Esp.)                                     | Otto Preminger        |
| 1951 | Ace in the Hole / El gran carnaval                                                                                          | Billy Wilder          |
| 1951 | On Dangerous Ground / La casa en la sombra                                                                                  | Nicholas Ray          |
| 1951 | Strangers on a train / Pacto siniestro (Méx.) / Extraños en un tren (Esp.))                                                 | Alfred Hitchcock      |
| 1952 | Angel face / Cara de inocencia (Méx.) / Cara de ángel (Esp.) / Seducción mortal (Venezuela)                                 | Otto Preminger        |
| 1952 | Kansas City Confidential / El cuarto hombre (Esp.) / Los cuatro desconocidos (Chile)                                        | Phil Karlson          |
| 1953 | The big heat / Los sobornados                                                                                               | Fritz Lang            |
| 1953 | The Hitch-Hiker / El autoestopista                                                                                          | Ida Lupino            |
| 1953 | Niagara / Torrente pasional (Méx.) / Niágara (Esp.)                                                                         | Henry Hathaway        |
| 1953 | Pickup on South Street / El rata (Méx.) / Manos peligrosas (Esp.)                                                           | Samuel Fuller         |
| 1954 | Human Desire / Deseos humanos (Esp.) / La bestia humana (Arg.)                                                              | Fritz Lang            |
| 1954 | Pushover / La casa No. 322                                                                                                  | Richard Quine         |
| 1955 | The night of the hunter / La noche del cazador                                                                              | Charles Laughton      |
| 1955 | Kiss me deadly / El beso mortal                                                                                             | Robert Aldrich        |
| 1955 | The Big Knife | Robert Aldrich        |
| 1955 | The Big Combo / Genio del crimen (Méx.) / Agente especial (Esp.) / Gángsters en fuga (Arg.)                                 | Joseph H. Lewis       |
| 1956 | The killing / Casta de malditos (Méx.) / Atraco perfecto (Esp.)                                                             | Stanley Kubrick       |
| 1956 | The Harder They Fall / La caída de un ídolo (Méx.) / Más dura será la caída (Esp.)                                          | Mark Robson           |
| 1956 | Slightly Scarlett / Piedra de escándalo (Méx.) / Ligeramente escarlata (Esp.)                                               | Allan Dwan            |
| 1957 | Sweet Smell of Success / Chantaje en Broadway (Esp.) / La mentira maldita (Méx.)                                            | Alexander Mackendrick |
| 1958 | Touch of evil / Sed de mal (Esp.) / Sombras del mal (Méx.)                                                                  | Orson Welles          |
| 1958 | Vertigo / Vértigo. De entre los muertos (Esp.) / Vértigo (Arg.)                                                             | Alfred Hitchcock      |

## El período post-clásico (1958-hoy)
Tras esta etapa, que define las características fundamentales del género, la aparición del macartismo (en inglés: McCarthyism) pudo dar lugar a una cierta decadencia del mismo, propiciado por la persecución a la que fueron sometidos los directores, guionistas y actores de Hollywood. 
El que marca una cierta continuidad es Alfred Hitchcock. Muchas de sus películas de esta época pueden ser englobadas dentro de la categoría del cine negro, como es el caso de Con la muerte en los talones (Nort by Northwest), aunque también tiene tintes de comedia y es asimilable al cine de aventuras y de espías, o como Frenesí (Frenzy), que nos presenta un asesino múltiple y un protagonista acusado falsamente, lo que la acerca al género del cine negro.  
Además de este, podemos citar películas como A quemarropa (1967) de John Boorman o A sangre fría (1967) de Richard Brooks, como características del cine negro de este período.  
Un caso especial sería el de Clint Eastwood, que coincidiendo con el éxito de Harry el sucio se plantea la dirección de sus propias películas, iniciándose con Escalofrío en la noche (1971), que responde a todos los estándares del género. Después vendrían películas como Asesinato en la montaña (1973) o Medianoche en el jardín del bien y del mal (1997), que también responden a estas características.  
Otro caso especial es el de Roman Polanski, que destaca con Chinatown (1974), uno de los más claros ejemplos de fidelidad a las características del género en este período.  
Tampoco podemos dejar de citar a Martin Scorsesse, que con la portentosa Taxi Driver (1976) introduce temas propios del cine negro, como las dos mujeres que conducen al drama. El cine de Martin Scorsesse tiene algunas pinceladas de este género, aunque lo que verdaderamente hace es revitalizar el cine de gánsteres, dormido desde los lejanos años treinta. 
Una de las diferencias entre este cine y el de la etapa anterior es la utilización del color de forma generalizada y el tratamiento más moderno, aunque conservando ciertas características del género, como es el entorno urbano y las iluminaciones bajas y sesgadas. 

### Listado de películas del período post-clásico (1959-hoy)
| Año  | Película .                                 | Director                  |
| ---- | ------------------------------------------ | ------------------------- |
| 1967 | A quemarropa                               | John Boorman              |
| 1967 | A sangre fría                              | Richard Brooks            |
| 1971 | Escalofrío en la noche                     | Clint Eastwood            |
| 1973 | Asesinato en la montaña                    | Clint Eastwood            |
| 1974 | Chinatown                                  | Roman Polanski,           |
| 1975 | Adiós, muñeca                              | Dick Richards             |
| 1976 | Taxi Driver                                | Martin Scorsese.          |
| 1988 | The House on Carroll Street                | Peter Yates               |
| 1990 | Labios ardientes                           | Dennis Hopper.            |
| 1996 | Mulholland Falls                           | Lee Tamahori.             |
| 1997 | Medianoche en el jardín del bien y del mal | Clint Eastwood            |
| 1997 | L.A. Confidential                          | Curtis Hanson             |
| 2004 | The Machinist                              | Brad Anderson.            |
| 2005 | Sin City                                   | Robert Rodriguez y otros. |
| 2005 | Brick                                      | Rian Johnson.             |

Pese a esto no se puede hablar de una unidad de estilo ni de intención por parte de la mayor parte estos directores y tampoco se puede citar como una corriente creativa ligada a un esquema de producción único. Se trata de casos aislados y solamente relacionados entre sí por una temática y un estilo coincidentes con lo que fue el cine negro en el período anterior.

## Lecturas recomendadas
- Chopra-Gant, Mike (2005). Hollywood Genres and Postwar America: Masculinity, Family and Nation in Popular Movies and Film Noir. London: IB Tauris. ISBN 1-85043-838-2
- Cochran, David (2000). America Noir: Underground Writers and Filmmakers of the Postwar Era. Washington, D.C.: Smithsonian Institution Press. ISBN 1-56098-813-4
- Dickos, Andrew (2002). Street with No Name: A History of the Classic American Film Noir. Lexington: University Press of Kentucky. ISBN 0-8131-2243-0
- Dimendberg, Edward (2004). Film Noir and the Spaces of Modernity. Cambridge, Mass., and London: Harvard University Press. ISBN 0-674-01314-X
- Dixon, Wheeler W. (2009). Film Noir and the Cinema of Paranoia. New Brunswick, N.J.: Rutgers University Press. ISBN 0-8135-4521-8
- García Martín, J. H. (2018). La musicalización diegética de la crisis en el cine negro holliwodiense de los años 40. La música clásica como signo del conflicto. Área abierta, 18(3), 389-404. https://doi.org/10.5209/ARAB.58492
- Grossman, Julie (2009). Rethinking the Femme Fatale in Film Noir: Ready for Her Close-Up. Basingstoke, UK: Palgrave Macmillan. ISBN 0-230-23328-7
- Hannsberry, Karen Burroughs (1998). Femme Noir: Bad Girls of Film. Jefferson, N.C.: McFarland. ISBN 0-7864-0429-9
- Hannsberry, Karen Burroughs (2003). Bad Boys: The Actors of Film Noir. Jefferson, N.C.: McFarland. ISBN 0-7864-1484-7
- Hare, William (2003). Early Film Noir: Greed, Lust, and Murder Hollywood Style. Jefferson, N.C.: McFarland. ISBN 0-7864-1629-7
- Kaplan, E. Ann, ed. (1998). Women in Film Noir, new ed. London: British Film Institute. ISBN 0-85170-666-5
- Keaney, Michael F. (2003). Film Noir Guide: 745 Films of the Classic Era, 1940–1959. Jefferson, N.C.: McFarland. ISBN 0-7864-1547-9
- Martin, Richard (1999). Mean Streets and Raging Bulls: The Legacy of Film Noir in Contemporary American Cinema. Lanham, Md.: Scarecrow. ISBN 0-8108-3642-4
- Mason, Fran (2002). American Gangster Cinema: From Little Caesar to Pulp Fiction. Houndmills, UK: Palgrave. ISBN 0-333-67452-9
- Mayer, Geoff, and Brian McDonnell (2007). Encyclopedia of Film Noir. Westport, Conn.: Greenwood. ISBN 0-313-33306-8
- McArthur, Colin (1972). Underworld U.S.A. New York: Viking. ISBN 0-670-01953-4
- Palmer, R. Barton (1994). Hollywood's Dark Cinema: The American Film Noir. New York: Twayne. ISBN 0-8057-9335-6
- Palmer, R. Barton, ed. (1996). Perspectives on Film Noir. New York: G.K. Hall. ISBN 0-8161-1601-6
- Pappas, Charles (2005). It's a Bitter Little World: The Smartest, Toughest, Nastiest Quotes from Film Noir. Iola, Wisc.: Writer's Digest Books. ISBN 1-58297-387-3
- Rabinowitz, Paula (2002). Black & White & Noir: America's Pulp Modernism. New York: Columbia University Press. ISBN 0-231-11481-8
- Sánchez Noriega, José Luis (2002). Obras maestras de cine negro. Bilbao: Mensajero. ISBN 84-271-2203-9.
- Schatz, Thomas (1997). Boom and Bust: American Cinema in the 1940s. Berkeley, Los Angeles, and London: University of California Press. ISBN 0-684-19151-2
- Selby, Spencer (1984). Dark City: The Film Noir. Jefferson, N.C.: McFarland. ISBN 0-89950-103-6
- Shadoian, Jack (2003). Dreams and Dead Ends: The American Gangster Film, 2d ed. Oxford and New York: Oxford University Press. ISBN 0-19-514291-8
- Silver, Alain, and James Ursini (1999). The Noir Style. Woodstock, N.Y.: Overlook Press. ISBN 0-87951-722-0
- Spicer, Andrew (2002). Film Noir. Harlow, UK: Pearson Education. ISBN 0-582-43712-1